# Escuela de Pesca de San Vicente (Chile)
La Escuela de Pesca de San Vicente fue un establecimiento educacional chileno que existió entre 1935 y 1970, en el puerto de San Vicente. Tuvo varios nombres: Escuela de Pesca (1935), Escuela Industrial y de Pesca de Talcahuano (1953), Escuela Superior Industrial de Talcahuano (1963), Liceo Industrial A-23 de Talcahuano (1970).
Hasta 1963, el plantel impartió especialidades pesqueras. Desde 1953, incorporó las especialidades de la Escuela Industrial de Segunda Categoría de Talcahuano (Mecánica Industrial y Mueblería), las que con el tiempo fue ampliando. En 1970 se traslada a Las Higueras, con el nombre de Liceo Industrial A-23 de Talcahuano.

## Antecedentes
Anterior a la labor de este plantel, desde octubre de 1904, existía una Escuela de Pesca, en la Isla Quiriquina, que fue creada por la Dirección General de la Armada
Funcionó hasta 1916.
El Ingeniero de la Armada, Sr. René Glavané, postuló el proyecto de crear una escuela de Pesca en la Bahía de San Vicente, para rehabilitar a presidiarios jóvenes, vagos, y aislados de casas de huérfanos y abastecer en forma barata de pescado. En 1920, el Doctor Hans Lübbert replantea que era necesario instalar una escuela de Pesca, con asiento en Talcahuano, merced a la gran concentración de pescadores en este puerto.
El proyecto de Glavané y Lübbert lo retoma el segundo gobierno de Arturo Alessandri Palma (1932-1938): la Dirección General de Pesca y Caza presenta al Congreso Nacional un proyecto de ley de fondos para crear una Escuela de Pesca en la Bahía de San Vicente.
Tras 5 años de tramitación, por oficio N.º 307 del 27 de mayo de 1930 se ordenó al biólogo asesor Sr. Curt Seggerstrale, la preparación del proyecto de implementar la enseñanza pesquera en Chile. Así, se proponía levantar una Escuela de Pesca en San Vicente, que contó con el apoyo del Sindicato de Pescadores de Talcahuano.
El 6 de octubre de 1934, el director general de Pesca y Caza Don Luís Aníbal Lagos obtuvo por compra a la sucesión de Don Agustín Ross Edwards el predio “Faldeos del Cerro Sector San Vicente”, con una superficie de 2921 m² con todos los inmuebles incluidos para instalar la Escuela de Pesca de San Vicente.
La Escuela de Pesca de San Vicente se creó por ley N.º 6558 del 5 de agosto de 1935, que estableció: "Artículo Primero:  Autorizar al Presidente de la República para invertir hasta la suma de $ 320.000 para financiar los gastos que demandaría la creación, instalación y funcionamiento de una Escuela de Pesca en San Vicente."
El antiguo hotel “San Vicente” ubicado en el “Parque y balneario de San Vicente” fue habilitado como sede de la Escuela de Pesca.

## Rectoría de Hans Lengerich Neumann (1936-1941)
El plantel se inaugura el 23 de febrero de 1936 (último día de la Primera Convención Nacional Pesquera). Las clases se iniciaron en abril de 1936.
El primer director de la Escuela de Pesca de San Vicente fue Hans Lengerich Neumann, biólogo técnico de pesca y de industrializaciones productos, y Doctor en Ciencias Naturales de la Universidad de Berlín.  Desde 1934 a 1935 se ocupó en organizar y dirigir el proyecto de la Escuela de Pesca. El primer cuerpo docente estuvo conformado por:
- Humberto Massardo Rubio (Secretario-Contador),
- Arturo Santelices Fuenzalida (Guarda-almacén y ecónomo),
- Oscar Prieto Sandoval (inspector-profesor),
- Ruperto Gómez Yánez (contramaestre primero del astillero) y
- Nicolás Orellana Espinoza (Maestro Primero).

La matrícula inicial fue de 32 alumnos siendo la totalidad hijos de pescadores artesanales provenientes de puertos y caletas de las provincias de Concepción y Arauco.
El plan diferencial de estudio de 3 años de duración, pretendía formar especialistas en astilleros, redes, industria y pesca.
La Enseñanza contemplaba 5 ramos principales:
- Construcción y reparación de embarcaciones menores,
- Elaboración de redes y otros útiles de pesca,
- Herrería mecánica para la mantención y reparación de motores auxiliares,
- Elaboración de conservas por métodos caseros y
- Pesca practica en el mar.

Profesores de prestigio de este periodo fueron:
- el Profesor Carlos Oliver Schneider, el pionero de la biología marina regional;
- el Técnico Químico Julio Parada Ritchie, que enseñaba legislación pesquera; y
- el Dibujante Fernando Oppliger Grollmus, que proyectó embarcaciones pesqueras.

En julio de 1937, es otorgada a la escuela su concesión de playa y mar para fondear embarcaciones.
En agosto de ese año se ensaya en la playa de Ramuntcho (Península de Hualpen) el cultivo de ostras.
Tras el terremoto del 25 de enero de 1939 la sede del escuela de Pesca fue utilizado como hospital de emergencia, por cuanto el Hospital de Talcahuano había quedado inhabitable.
Hacia 1941 dejó la dirección de la Escuela de Pesca don Juan Lengerich Neumann.

## Rectoría de Froilán Carvallo Benítez (1941-1953)
Entre 1941 y 1953, el nuevo director de la Escuela de Pesca fue el profesor básico, industrial y agricultor, don Froilan Carvallo Benítez quien además se dedicó al rubro de la construcción naval.
Durante su rectoría las especialidades que se impartieron fueron:
- Patrón de Pesca,
- Carpinteros de Ribera, y
- Técnicos Industriales con mención en industrialización de pescados y mariscos.

Se llegó a contar con un internado de 200 alumnos y educandos que provenían de Arica y Chiloé.
Los logros de las especialidades se resumen a continuación:
- a) Patrón de Pesca: Su objetivo era formar a los capitanes de barcos pesquero. La Escuela no contaba con una embarcación adecuada o buque-escuela. Entre 1943 al 1950, la escuela de Pesca de San Vicente, tituló 33 patrones de pesca.
- b) Carpinteros de Ribera: Su objetivo era formar carpinteros aptos para la construcción y reparación de embarcaciones pesqueras. Esta especialidad en sus 28 años de duración (1937-1965), solo construyó 34 embarcaciones de madera, aunque existió una buena potencialidad para construir embarcaciones metálicas. Se titularon 87 carpinteros de ribera, en total. Con posterioridad a 1965, no siguieron titulándose carpinteros de ribera, porque, desde 1953 la especialidad había venido convergiendo hacia la preparación de mecánicos industriales, electricistas y en los años 60 título mecánicos automotrices.
- c) Técnicos Conserveros: Esta especialidad denominada técnicos industriales con mención en industrialización en pescados y mariscos y estuvo destinada a formar técnicos en la elaboración de subproductos del mar en sus variedades de seco-salado, escabechado, ahumado y conservería. Fue la especialidad de menor duración, ya que su existencia no se extendió más allá de 1963. En sus inicios, contó con maquinaria escasa y anticuada, por lo que se debió recurrir a la ayuda de industrias conserveras. Hacia el cuatrienio 1941-1944, esta especialidad contó con la colaboración del técnico conservero español Don Rafael Gómez Casado, que mejoró la calidad. Así, en la Exposición Pesquera celebrada en San Vicente del 10 al 12 de marzo de 1944, la especialidad obtuvo 8 premios en el concurso de productos pesqueros. En abril de 1942 se dotó de moderna maquinaria a la Escuela, gracias a gestiones realizadas ante el presidente de la República, Juan Antonio Ríos Morales, lo que conllevó a elaborar productos de primera calidad como: sierra en aceite, locos en aceite, machuelo en tomate, huevos de corvina (tipo caviar) y otros. Así entre 1943 a 1950, se titularon 43 conserveros.

A causa de que el 13 de septiembre de 1951 un voraz incendio destruyó la escuela Industrial de segunda clase de Talcahuano que funcionaba en calle Cristóbal Colón entre Ignacio Serrano y Héroes de la Concepción. Así, el Ministerio de Educación, ordenó fusionar la Escuela Industrial de Pesca de San Vicente y la Escuela Industrial de 2.ª. Clase de Talcahuano, naciendo: La Escuela Industrial y de Pesca de Talcahuano.
Esta nueva unidad educativa, comenzó a dictar las especialidades de Mecánica industrial y mueblería, que heredó de la Escuela Industrial de 2.ª. Clase de Talcahuano.

## Rectoría de Tito Cortez (1954 – 1970)
Hacia 1954 se retiró de la rectoría Froilan Carvallo Benítez, siendo reemplazado en la rectoría de la Escuela de Pesca de San Vicente por el Profesor de Biología y Química Tito Cortez Cortez, proveniente de La Serena.
Ya en los años 1950, estaba en pleno funcionamiento la Siderurgia de Huachipato, ubicada en la Bahía de San Vicente. Esto derivó en que los egresados de la Escuela de Pesca de San Vicente se derivaran al ámbito siderometalúrgico y relegaran a un segundo plano el ámbito pesquero.
En efecto don Tito Cortez, informaba que más del 80% de los alumnos que ingresaban al primer año de la Escuela Industrial y de Pesca de Talcahuano aspiraban a estudiar desde segundo año las profesiones de Mecánica, Electricidad u otra relacionada con el ámbito siderometalúrgico. El  20% restante, se inclinaba por las especialidades pesqueras.
Así, en 1957 comenzara a impartirse Electricidad y en 1958 Mecánica de Automóviles.
La falta de idoneidad profesional del profesorado del área pesquera se extendió hasta la desaparición de las especialidades de pesca del establecimiento. Con el término de estas especialidades, se efectuó el traslado de la maquinaria de la especialidad de conservería al puerto de Iquique.
Así desde 1963 en que este plantel educativo se denominó  Escuela Industrial Superior de Talcahuano, perdiendo el denominativo de Escuela de Pesca.
La rectoría de Don Tito Cortez se extendía hasta 1970, año en que el plantel San Vicentino se trasladó al sector Las Higueras de Talcahuano. El traslado desde San Vicente a Las Higueras, se había visto acelerado por la construcción del Puerto Comercial artificial de San Vicente en el decenio de los 1960, que precisaba accesos expeditos a sus muelles, en donde se ubicaba la Escuela de Pesca. Además, la infraestructura de la Escuela constaba de galpones para guardar las maquinarias de fierros galvanizado, se encontraban muy derruidas por estar expuestas por 40 años al aire salino de la Bahía de San Vicente.

## El Liceo Industrial A-23 de Talcahuano (1970-presente)
El lugar al que se trasladó el plantel era un predio de 22.400  m², cedido por la Siderurgica de Huachipato, donde se constituyó, el actual Liceo Industrial   A-23   de Talcahuano y que dicta, las especialidades de Electricidad, Mecánica Automotriz y Mecánica Industrial.